# Xenochrophis trianguligerus
Xenochrophis trianguligerus е вид змия от семейство Смокообразни (Colubridae). Видът не е застрашен от изчезване.

## Разпространение
Разпространен е в Бруней, Виетнам, Индия (Никобарски острови), Индонезия, Камбоджа, Малайзия, Мианмар, Сингапур и Тайланд.

## Описание
Популацията на вида е нарастваща.